# Hymenodictyon septentrionale
Hymenodictyon septentrionale är en måreväxtart som beskrevs av Alberto Judice Leote Cavaco. Hymenodictyon septentrionale ingår i släktet Hymenodictyon och familjen måreväxter. Inga underarter finns listade i Catalogue of Life.